# Steig István
Steig István (Szekszárd, 1908.– Szekszárd, 1982.) fazekas.

## Élete
Származása, a családi hagyomány szerint habán eredetre vezethető vissza. Ősei Cseh-Morvaországból érkeztek. A szekszárdi fazekascéh irataiban már 1854-ben szerepel Daniel Steig imbricarius (fazekas) a család első itt ismert őse, ki Szakcsról érkezett. Leszármazottai is fehéredényeseknek vallották magukat. Fia, Flórián 1873-ban lett önálló iparos. Az 1906. évi milánói világkiállításon sikert aratott Ács (Auerbach) Lipót szekszárdi gimnáziumi tanár tervei alapján készített remekeivel. Fia, István nagyapja műhelyében tanoncoskodott, 1924-1927 között Budapesten a felső Ipariskola kerámia szakára – mint műhelylátogató – járt. A hagyományos formavilághoz kötődve alakította ki művészetét, és pedig főleg két irányban: egyrészt a „sárközi stílus” felhasználásával, másrészt - a családi hagyományok alapján - a fehéredényesség irányában. Munkássága újabb fordulatot vett, amikor Mórágyon, a sárközi stílus indító központjában  ásatások során régi fazekas kemencék és jelentős cseréptöredék anyag került elő, s az utóbbi felhasználásával új felfogású díszítményrendszert dolgozott ki. Ezzel a sárközi stílus keretében egészen új utat sikerült nyitnia. Alkotó tevékenysége a sárközi fazekas munkákra és az ónmázas edényekre terjed ki. Szakirodalmi ismerete kiváló mesterségbeli tudással párosult. Tálai, csörgőkorsói, bokályai szép példái a népi kerámia újjáéledésének. 1954-ben népi iparművész, 1960-ban a Népművészet Mestere lett.